# فيرونيكا فوستر
فيرونيكا فوستر هي مغنية كندية، ولدت في 2 يناير 1922 في كندا، وتوفيت في 2000.